# Notopais euaxos
Notopais euaxos is een pissebed uit de familie Munnopsidae. De wetenschappelijke naam van de soort is voor het eerst geldig gepubliceerd in 2006 door Merrin & Bruce.